# كلاير (نيو برونزويك)
كلاير (بالإنجليزية: Clair, New Brunswick)‏ هي قرية تقع في كندا في Clair Parish. يقدر عدد سكانها بـ 857 نسمة ومساحتها 10.39 كم2 .